# Etoecología
La etoecología (del griego ethos: comportamiento; oikos: casa, ambiente, hábitat; y logos: ciencia) es la ciencia que estudia el comportamiento de los seres vivos en el ambiente.
Como ciencia estudia las costumbres, las conductas, los hábitos, las normas, las actuaciones y las prácticas, los estilos y pautas en el ambiente de un ser orgánico –animal o vegetal– o de una sociedad determinada. Hace intervenir todos los factores y variables que contribuyen al establecimiento de determinadas y heterogéneas formas de comportamiento desde su faz originaria, su evolución, desviaciones y cese por razones ambientales tanto locales como generales. 
Según su orientación -humana, económica, social, de recursos, de la salud, etc.- puede gravitar en el entendimiento global y particular de tangibles períodos de la vida en el planeta.
Conlleva como práctica el mejoramiento de la calidad de vida individual y colectiva y la búsqueda del bien común.